# Chiesa della Natività di Maria Vergine (Torino)
La Chiesa della Natività di Maria Vergine a Pozzo Strada è un edificio di culto cattolico nella città di Torino. Come suggerisce il nome, si trova nel quartiere Pozzo Strada. La sua parrocchia fa parte dell’Arcidiocesi di Torino.

## Storia
La chiesa attuale fu costruita a partire dal 1710/1712 sulle rovine di Santa Maria del Sepolcro (Santum Sepulcrum de Puteo Strata), chiesa risalente alla fine del dodicesimo secolo, distrutta dall’esercito francese durante l’assedio di Torino del 1706, dopo essere stata adibita a polveriera.
Nel 1841 vennero eseguiti lavori di restauro. Nel 1915 fu ampliata l’abside, semicircolare.
Durante i bombardamenti di Torino (1942/1943), i danni risultarono lievi.
Nel 1995 venne operato un adeguamento liturgico.
Ad aprile 2023, sotto un tombino del cortile parrocchiale è stato scoperto un pozzo risalente al X secolo , presumibilmente quello che ha dato il nome al quartiere.

## Descrizione
L’edificio non possiede sagrato, ed è isolato sui lati. Nella parte anteriore destra si trova un campanile a base quadrata con sovrapposti quattro ordini delineati da lesene angolari e cornici marcapiano.
L’interno, a pianta longitudinale, si articola in una singola navata dalla volta a botte (lunettata), quattro cappelle laterali, un presbiterio rettangolare e un coro separati per mezzo di un emiciclo colonnato; alla destra del presbiterio c’è la cappella della Consolata, con volta a crociera. Nell’area presbiteriale, la pavimentazione presenta riquadrature in marmo Botticino e rosso di Verona. Incorniciata nell’altare maggiore si trova una tela di Francesco Gonin che raffigura la Natività di Maria.